# Ford Model C
O Ford Model C foi um carro produzido pela Ford Motor Company e lançado em 1904, sendo uma nova versão do primeiro Ford Model A com uma aparência mais moderna e mais potente. Sua produção terminou em 1905 com 800 carros fabricados. Foi substituído pelo Model F em 1905.